# Artistas Asesinos
Artistas Asesinos (également connu sous le nom de Double A ou AA) est un gang de rue mexicain qui agit comme l'aile locale du cartel de Sinaloa à Ciudad Juárez,.